# Elemér Hirsch
Elemér Hirsch (ur. 14 maja 1895 w Ceanu Mare, zm. 17 maja 1953 w Baia Mare) – rumuński piłkarz grający na pozycji pomocnika, pięciokrotny reprezentant kraju. Był w kadrze na Igrzyska Olimpijskie w 1924 w Paryżu, jednakże nie wystąpił w jedynym meczu reprezentacji na igrzyskach. W reprezentacji zadebiutował w meczu z Jugosławią w 1922.